# Protecția muncii

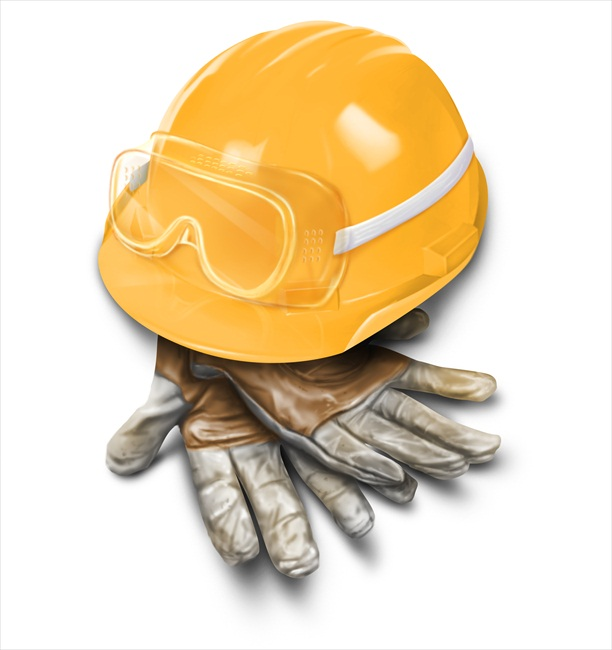
Echipament de protecție a muncii în construcții

Protecția muncii reprezintă ansamblul de acțiuni și măsuri pentru prevenirea riscurilor profesionale, protecția sănătății și securitatea lucrătorilor, pentru eliminarea factorilor de risc și accidentare prin informarea, consultarea, instruirea, protejarea lucrătorilor și a reprezentanților lor.
În România, măsurile de protecția muncii sunt reglementate prin Legea securității și sănătății în muncă și a normelor de aplicare a acesteia , norme de protecția muncii  și instrucțiuni specifice de securitate și sănătate în muncă.
Toate societățile comerciale sunt obligate să asigure angajaților lor condițiile necesare impuse de lege cu privire la Protecția Muncii. În cazul în care societățile nu dețin toată documentația necesară, iar angajații nu sunt instruiți specific cu privire la activitatea pe care o depun, angajatorul riscă să fie amendat.
Serviciile de protecția muncii pot fi realizate în cadrul unei societăți comerciale fie de către un angajat certificat în acest sens, fie de către un serviciu extern de protecția muncii, abilitat de către Inspectoratul Teritorial de Muncă.

## Vezi și
- Securitate și sănătate în muncă